# 偏滤器

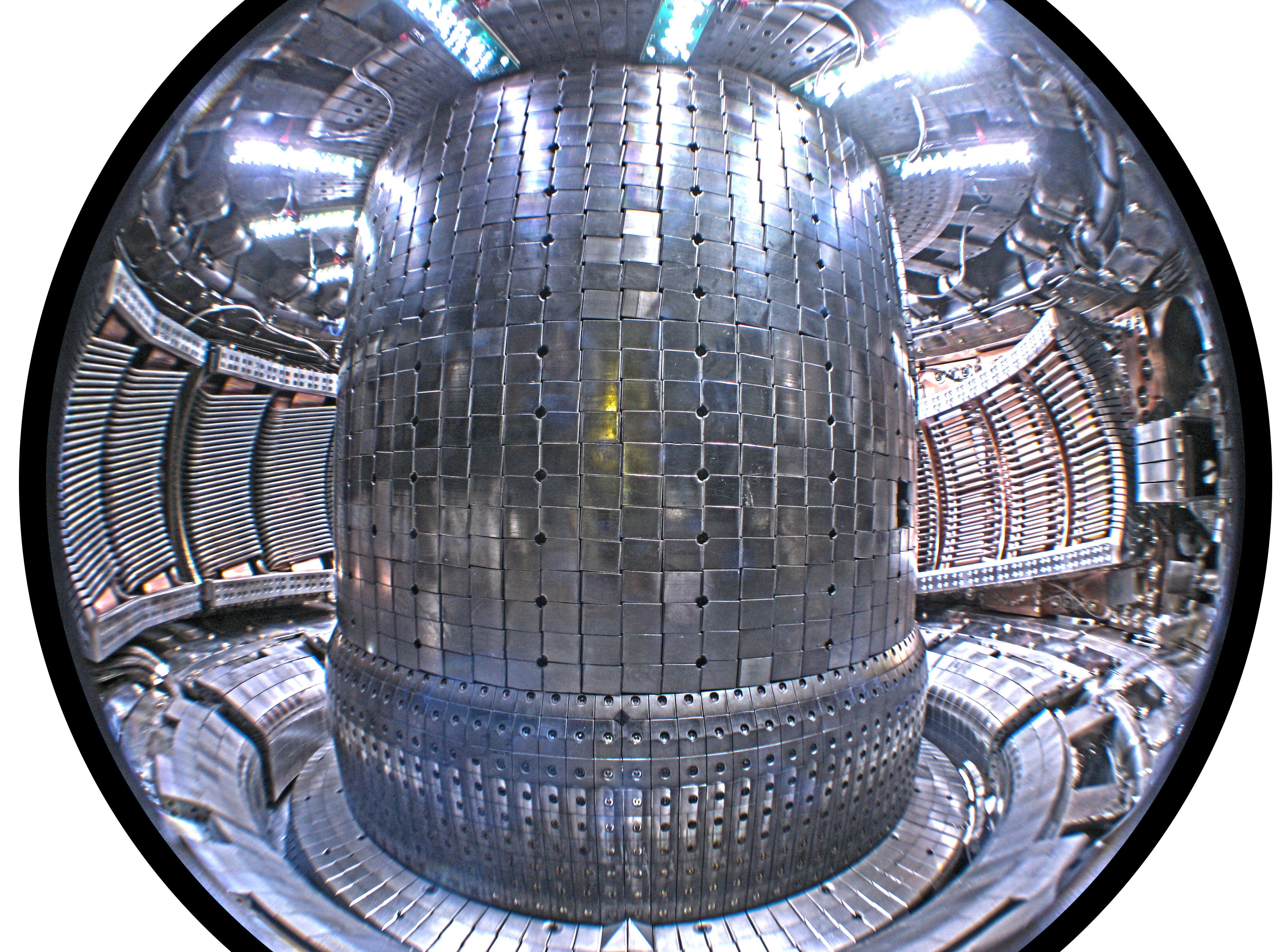
Alcator C-Mod内部显示圆环底部的下偏滤器通道

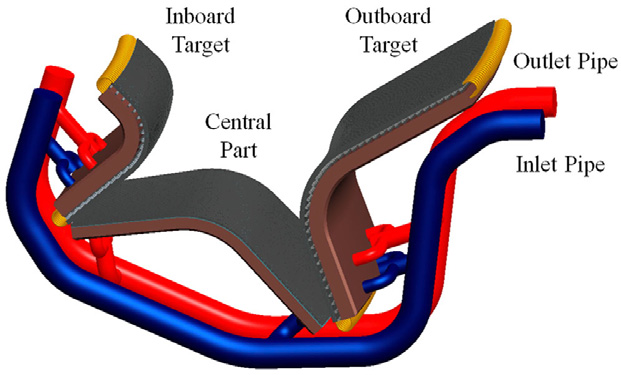
K-DEMO的偏滤器设计，这是一个规划中的未来的托卡马克实验

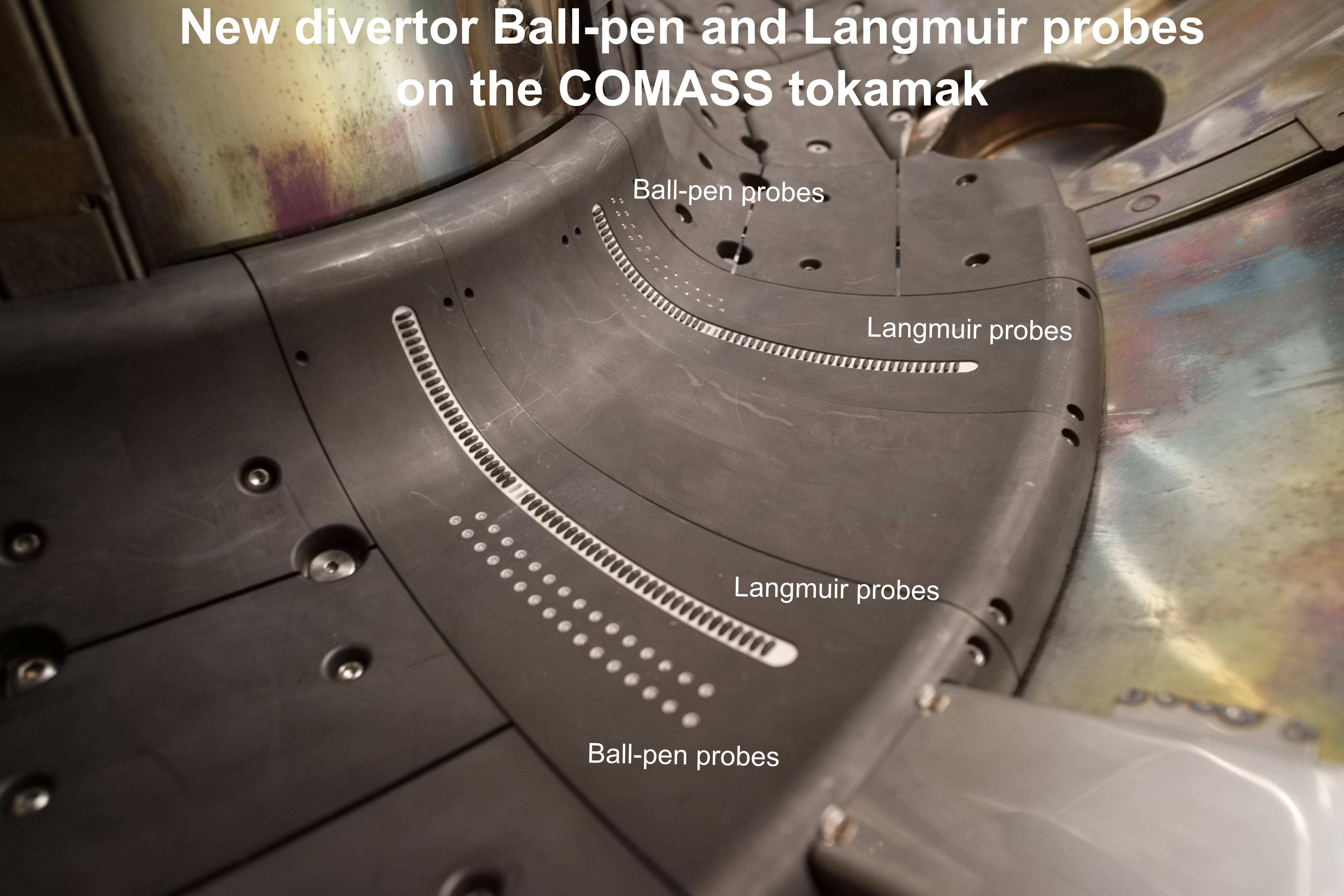
COMPASS托卡马克的偏滤器

偏滤器(Divertor)是核聚变能研究中托卡馬克或仿星器组成部分之一，它允许在反应器在仍在运行时从等离子体中去除聚变生成的重原子“废料”。偏滤器可以控制燃料中聚变产物的堆积，并从等离子体中除去掺入的杂质，避免外壳层内的高能粒子轰击主放电室壁而释放出能够冷却放电的次级粒子。
偏滤器装置最初是在1950年代对核聚变动力系统的最早研究期间引入的。成功的核聚变会导致产生更重的离子并且留在燃料中（所谓的“聚变灰烬”）；这些杂质会造成能量损失等一系列影响，使聚变反应难以继续进行。偏滤器利用了与质谱仪近似的原理，使重离子在穿过偏滤器区域时通过离心力从燃料中被甩出，与某种吸收剂材料碰撞变为中性粒子，其能量亦被吸收为热能。 。
最初人们认为偏滤器只是在实际运行时才会用到的装置，很少有早期的原型设计包括偏滤器。随着完整托卡马克装置的出现，高能粒子溅射的问题逐渐显现，偏滤器及类似装置又重回人们的视野。最初的设计（限制器，limiter）为简单的从容器壁表面延伸出的小块材料，为器壁吸收散射的粒子。然而这种装置不能解决粒子溅射的问题，因为限制器材料仍会进入等离子体中造成能量损失。偏滤器设计调整了等离子体约束区边缘的磁场位形，从而把杂质/氦灰“定向”偏滤到靶室。偏滤器替换孔栏确定等离子体边缘。现代托卡马克设计中，等离子体截面多为D形，因而D形的上下两缘为很理想的设置偏滤器的位置。
在国际热核聚变实验反应堆(ITER)和歐洲聯合環狀反應爐(JET)的最新配置中，圆环的最低区域配置为偏滤器，而Alcator C-Mod的顶部和底部均带有偏滤器通道。

## 相關
- H模式(H mode)（英语：High-confinement mode）
- 抽气偏滤器(pumped divertor)
- 辐射偏滤器(radiative divertor)
- 单/双零(single/double null)
- 国际热核聚变实验反应堆(ITER)
- 歐洲聯合環狀反應爐(JET)
- 先進超導托卡馬克實驗裝置(EAST)

## 外部鏈接
- （英文）Limiters （页面存档备份，存于）
- （英文）Divertors （页面存档备份，存于）
- （英文）Divertor - Fusion Wiki （页面存档备份，存于）